# 楊勇故居
楊勇故居（ようゆうこきょ）は、元中国人民解放軍上将の楊勇の生家である。湖南省長沙市瀏陽市文家市鎮に位置する。敷地面積は800平方メートル。土木構造。懸山頂。

## 歴史
1913年、楊勇はこの地で産まれ、幼児期、少年期時代を過ごした。
2004年、瀏陽市人民政府は故居を市級文物保護単位に認定した。
2011年、湖南省人民政府は故居を省級文物保護単位に認定した。